# Arberia Airways
Pour les articles homonymes, voir BIE et Air (homonymie).
Arberia Airways/Airlines  (code OACI : ABE) était une compagnie aérienne Albanaise charter fondée en 1991. Elle opérait ses vols au départ de Tirana, principalement, mais aussi au départ de Skopje, Zurich et Bruxelles. Son siège social se situe à Tirana sur la plateforme aéroportuaire de l'aéroport de Tirana
Son président est Selajdin Sinani, fondateur. Depuis juillet 1991, il souligne une concurrence importante et déloyale, de la part des compagnie Air Italia et suisse air également Adria air.

## Histoire
Arberia Airways / Airlines est née durant une période de changement et de transition significatifs en Albanie. Après la chute du communisme au début des années 1990, le pays a entamé un processus de transformation économique et politique. Arberia Airways symbolisait les aspirations de l'Albanie à développer sa propre industrie de l'aviation et à établir une compagnie aérienne nationale. Cette entreprise a joué un rôle essentiel dans l'établissement de la législation en matière d'aviation civile. À l'époque, il n'existait aucune loi pour réguler l'aviation civile internationale, et l'Albanie n'était pas encore reconnu par l'IATA et l'OACI. Il a fallu deux ans pour que la loi soit approuvée et que le pays en question soit reconnu au niveau international. Cela n'aurait pas été possible sans les démarches et les recherches entreprises par cette compagnie pour obtenir cette reconnaissance.
Cependant, l'éclatement de la guerre civile albanaise en 1997 a eu un impact profond sur la compagnie aérienne et sur l'ensemble de l'industrie de l'aviation du pays. Le conflit, marqué par une instabilité politique et des troubles généralisés, a gravement perturbé les opérations d'Arberia Airways et a sapé sa stabilité financière. La guerre a créé un environnement d'incertitude et de volatilité, rendant difficile la poursuite des activités de la compagnie.
En plus de la guerre, Arberia Airways a dû faire face à d'importantes difficultés financières. Des ressources financières insuffisantes, associées à une corruption endémique répandue dans le pays à cette époque, ont entravé la capacité de la compagnie aérienne à surmonter la crise et à reprendre ses activités. Le manque de financement adéquat et les effets néfastes de la corruption ont contribué à la chute définitive de la société.
Bien que Arberia Airways ait cessé ses activités en 1997, elle reste une part importante de l'histoire de l'aviation en Albanie. La création de la première compagnie aérienne entièrement albanaise a représenté une étape importante dans les aspirations du pays à posséder une industrie de l'aviation indépendante. Malgré son existence éphémère, Arberia Airways a joué un rôle dans la configuration du paysage de l'aviation en Albanie.
Aujourd'hui, l'héritage d'Arberia Airways est le témoin des défis auxquels ont été confrontées les entreprises en Albanie pendant une période de transformation politique et économique. L'histoire de la compagnie aérienne souligne les complexités et les obstacles rencontrés pour établir et maintenir une compagnie aérienne nationale dans un environnement tumultueux.

## Flotte
En 1994, Arberia Airways exploitait les appareils suivants,:

## Destinations
- Tirana - Skopje - Tirana
- Tirana - Ohrid - Tirana
- Tirana - Zurich - Tirana[6]
- Tirana - Genève - Tirana.
- Tirana - Düsseldorf - Tirana
- Tirana - Francfort - Tirana
- Tirana - Helsinki - Tirana[7]billet verso arberia airways

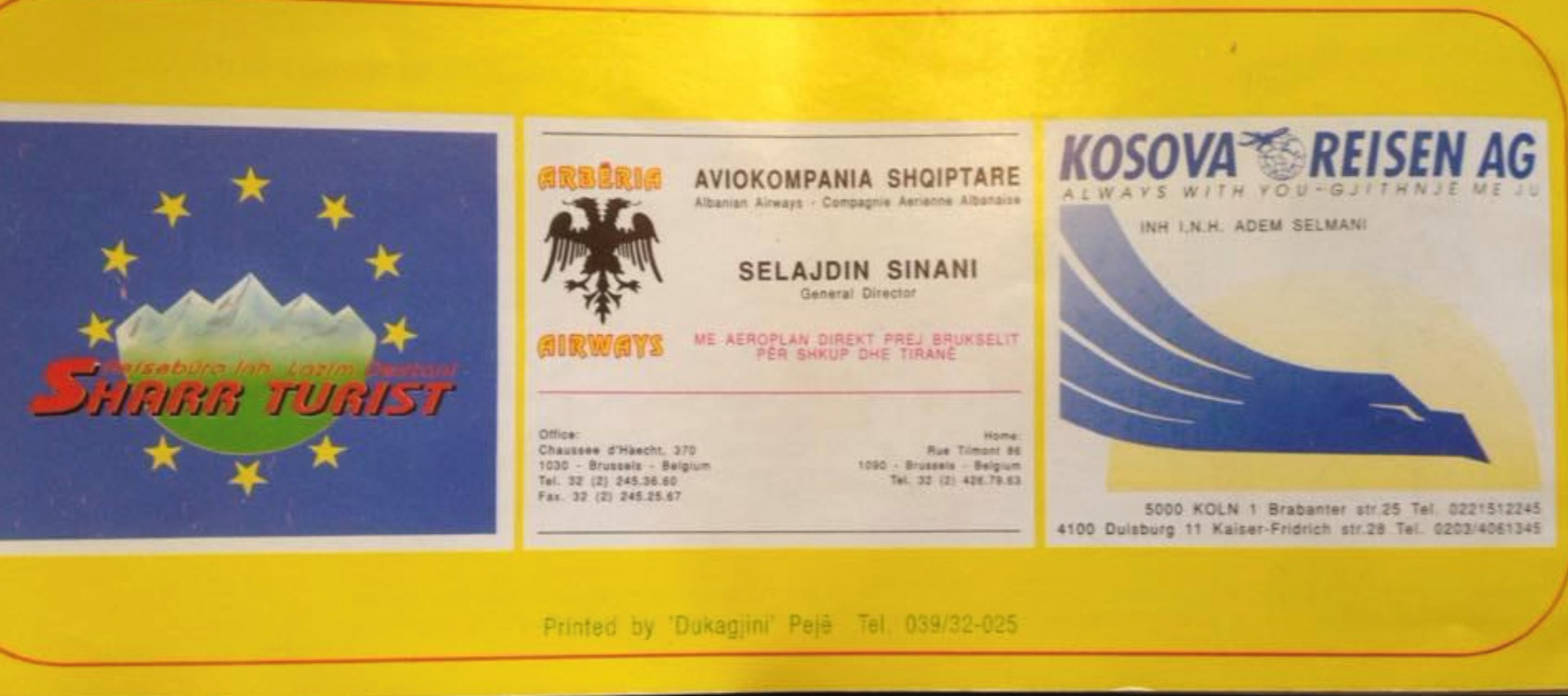
billet verso arberia airways

L'ouverture de l'Albanie en 1991 a marqué une période de transition cruciale après des décennies de régime communiste strict. L'aviation a joué un rôle essentiel dans cette ouverture en permettant une connexion plus rapide et efficace avec le reste du monde.
Tout d'abord, l'aviation a facilité les échanges économiques et touristiques. Après des années d'isolement, l'Albanie avait besoin d'attirer des investissements étrangers et de développer son secteur touristique. L'ouverture de liaisons aériennes avec d'autres pays a permis d'encourager les visites de touristes étrangers et de favoriser les échanges commerciaux.
De plus, l'aviation a contribué à l'intégration de l'Albanie dans la communauté internationale. Avant cette période, l'Albanie était largement exclue des organisations et des accords internationaux, y compris dans le domaine de l'aviation civile. En établissant des liens aériens avec d'autres pays, l'Albanie a pu être reconnue et acceptée par des organismes tels que l'Association internationale du transport aérien (IATA) et l'Organisation de l'aviation civile internationale (OACI). Cette reconnaissance a ouvert la voie à une coopération internationale plus large et à des opportunités de développement.
Enfin, l'aviation a joué un rôle symbolique important dans l'ouverture de l'Albanie. L'existence de liaisons aériennes régulières avec d'autres pays a démontré que l'Albanie était désormais ouverte au monde et prête à s'engager dans des échanges culturels, économiques et politiques. Cela a contribué à renforcer l'image de l'Albanie en tant que nation moderne et à favoriser son intégration dans la communauté internationale.
En résumé, l'aviation a été un facteur clé dans l'ouverture de l'Albanie après la période communiste. Elle a permis de stimuler les échanges économiques, d'intégrer le pays dans la communauté internationale et de symboliser la volonté de l'Albanie de se tourner vers le monde extérieur.